# Loretta Wollenberg
Loretta Wollenberg (* 22. Januar 1959 in Hamburg) ist eine deutsche Schauspielerin und Regisseurin.

## Leben
Wollenberg absolvierte ihre Schauspielausbildung von 1975 bis 1978 am Wiener Max-Reinhardt-Seminar, bei Otto Schenk, Samy Molcho, Erni Mangold und Susi Nicoletti. Parallel studierte sie Musiktheaterregie an der Hochschule für Musik und Darstellende Kunst Wien, bei Marcel Prawy. Einige Semester Germanistik und Gesangsunterricht bei Kammersänger Kurt Moll rundeten ihre Ausbildung ab.
Es folgten Engagements als Schauspielerin u. a. an den Städtischen Bühnen Münster, Stadttheater Bremerhaven, Theater Lüneburg, Komödie Frankfurt, Ateliertheater Bern, verschiedene Tourneetheater, Thalia-Theater Hamburg, Deutsches Schauspielhaus Hamburg und den Münchner Kammerspielen. Als Regieassistentin arbeitete sie u. a. an der Hamburgischen Staatsoper, an der Bayerischen Staatsoper mit Regisseuren wie August Everding, dessen letzte Schauspielinszenierung Efi's Nacht von Rolf Hochhuth mit Maria Becker in der Titelrolle sie ebenfalls begleitete, Will Quadflieg oder auch Rudolf Noelte. Gemeinsam mit ihrem Mann, dem Schauspieler Gunther Malzacher, begann sie Mitte der Neunziger Jahre Drehbücher zu entwickeln. Von 1996 bis 2002 arbeitete sie als Autorin für die Multimedia, bzw. Polyphon Film- und Fernsehgesellschaft. Von 1999 bis 2009 auch als freie Lektorin für die Fernsehspielabteilung des NDR.
Ab 2002 folgten neue Engagements als Schauspielerin in den Fernsehserien Polizeiruf 110, Sperling, Großstadtrevier. 2006 drehte Loretta Wollenberg für das chinesische Staatsfernsehen cctv6 den Film Hopfen und Bach. In Philadelphia spielte sie seit 2003 mehrfach Theater.
2003 gründete Wollenberg die Kammerspiele Gunther Malzacher, mit denen sie eigene Theater- und Musikproduktionen realisiert, u. a. Sommernachtstraum, Liebesfreud u. Liebesleid (nach 3 Tschechow-Einaktern); Amadeus (Peter Shaffer); Mozarts Bäsle-Briefe; Empfänger unbekannt (Kressman-Taylor).
2011 inszenierte sie als Uraufführung Hugo von Hofmannsthals Märchenspiel Die Frau ohne Schatten (nach der gleichnamigen Oper von Richard Strauss).
Das Projekt zum Mozart-Jahr 2006, Mozart op Besoek in Jesbörg oder wo Mozart gerne hingereist wäre, brachte eine intensive Zusammenarbeit mit jungen Musikern der Wolfgang-Sawallisch-Stiftung mit sich, die sich 2011 in der Realisation des Theaterstückes mit Musik, Die Grazzowis und der Immergrünleuchtende - singsangtönende - Klingklangkugel - Tag, fortsetzt (Text und Regie: Loretta Wollenberg). Es folgte Der Streit von Pierre Carlet de Marivaux.
Anlässlich des Richard Strauss-Jubiläumsjahres 2014 fand in Grassau im Chiemgau unter Wollenbergs Regie die Uraufführung ihres Schauspiels: Die Reise...und plötzlich ist es ein ständiges Abschiednehmen statt. Kurzfristig übernahm sie hier nach der Erkrankung des Hauptdarstellers die Rolle des Richard Strauss.
Als Autorin beschäftigt sich Wollenberg seit 2003 vorwiegend mit eigenen Projekten. So entstand neben umfangreicher Lyrik, u. a. ein fiktiver Briefwechsel zwischen dem Dichter Johann Wolfgang von Goethe und dem Komponisten Richard Strauss und eine Reihe musikalischer Essays unter dem Titel Auf dem Weg gehört. Texte nach dem Fries der Lauschenden nach Ernst Barlach wurden gemeinsam mit der 9. Sinfonie Beethovens 2009 uraufgeführt. Anlässlich der Barlach-Wochen der Kunststätte Bossard in Jesteburg wurde der Essay Elegie auf eine Stimme in der Auseinandersetzung mit Barlachs Skulptur Der singende Mann uraufgeführt.
Seit 2014 widmet sich Wollenberg zunehmend der musikalisch-literarischen Lesung. Dies führte sie 2014 mit dem Hamburger Pianisten-Ehepaar Sana Villerusha und Francis Gailus zusammen. Im Sommer 2015 und 2016 wurde sie für das Sommerfest Sommer in Lesmona der Deutschen Kammerphilharmonie Bremen jeweils für die Regie und als Erzählerin verpflichtet.
Wollenberg arbeitet mit Jugendlichen innerhalb ihres Landkreises zusammen. Theater-AGs in Schulen und Jugendzentren sowie Präventivprojekte gegen Drogenmissbrauch und Gewalt an Kindern unter Leitung des Landkreises Harburg zählen dazu.

## Preise und Förderungen
- 2006: Förderung des Mozart-Projektes Mozart op Besoek in Jesbörg oder wo Mozart gerne hingereist wäre, durch den Fonds – Soziokultur der Kulturstiftung des Bundes
- 2006: Bürgerpreis des Landkreises Harburg / Niedersachsen
- 2007: Chinesischer Fernsehpreis, cctv6 „Lily Award“
- 2007: Förderung durch die Kulturstiftung des Bundes